# Atta
Atta — рід мурах підродини Myrmicinae. Містить 17 видів.

## Поширення
Рід поширений в тропічних регіонах Центральної та Південної Америки від Техасу до Аргентини.

## Спосіб життя
Належать до групи так званих мурах-листорізів. Робочі особини цих мурах зрізають клаптики листків та переносять у мурашник. Там листя пережовують і на основі цієї маси вирощують гриби, які є поживою для колонії.
Мурахи цього роду будують найбільші в світі мурашники, діаметром до 10 метрів і глибиною до 6 метрів. У родині приблизно 5-8 мільйонів робочих мурах і 1 матка.

## Види
- Atta bisphaerica Forel, 1908
- Atta capiguara Gonçalves, 1944
- Atta cephalotes (Linnaeus, 1758)
- Atta colombica Guérin-Méneville, 1844
- Atta cubana Fontenla Rizo, 1995
- Atta goiana Gonçalves, 1942
- Atta insularis Guérin-Méneville, 1844
- Atta laevigata (F. Smith, 1858) (Colombia south to Paraguay)
- Atta mexicana (Smith, 1858)
- Atta opaciceps Borgmeier, 1939
- Atta pilosa (Buckley, 1866)
- Atta robusta Borgmeier, 1939
- Atta saltensis Forel, 1913
- Atta sexdens (Linnaeus, 1758)
- Atta tardigrada (Buckley, 1866)
- Atta texana (Buckley, 1860)
- Atta vollenweideri Forel, 1893